# Cramm

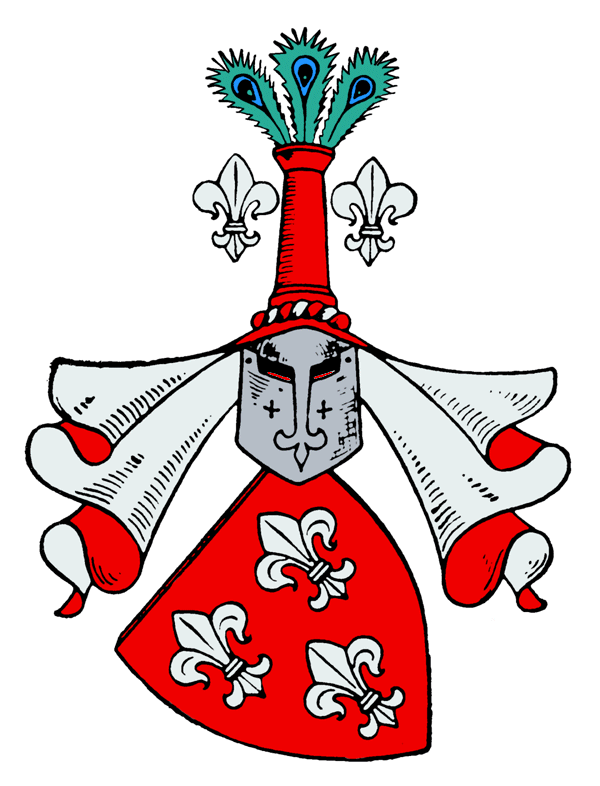
Stammwappen der Freiherren von Cramm

Die Cramm (früher auch: Cramme, Kramm oder Kram) sind ein altes niedersächsisches Adelsgeschlecht, deren Stammsitz mutmaßlich die Burg Cramme im gleichnamigen Ort war. Die Familie wurde erstmals 1150 in einer Urkunde des Hochstifts Halberstadt erwähnt und 1735 in den Freiherrenstand erhoben. Die Cramm zählen zum Uradel und zu den ältesten Adelsgeschlechtern Niedersachsens.

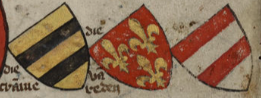
Wappen (mittig) derer von Cramm („die Cramme“) im Armorial Gelre, 1369–1414. Der Name steht fälschlicherweise bei dem Wappen links.

Die Cramm stellten 1246 erstmals den Erbkämmerer zu Braunschweig-Lüneburg. Kurz darauf wechselte ihre Lehenstreue und sie stellten zwischen 1294 und 1589 den Erbschenken des Hochstifts Hildesheim. Seit 1656 stellten sie wieder den Erbkämmerer zu Braunschweig-Lüneburg und ab 1746 den Erbschenken zusätzlich.

## Geschichte
Um 815 soll Aßwin von Cramm zusammen mit dem karolingischen Kaiser Ludwig I. als Erster der Familie in die Gegend des Stifts Hildesheim gekommen und dort von ihm mit Gütern beliehen worden sein. Diese Überlieferung ist umstritten und wegen der dünnen Dokumentenlage dieser Zeit bisher nicht nachweisbar. Auch eine Herkunft der Familie von der Burg Cramme im gleichnamigen Ort im heutigen Landkreis Wolfenbüttel wird vermutet. Ob die Familie dem Ort den Namen gab oder umgekehrt, ist nicht abschließend geklärt.
Der Name Cramm stellt im Umfeld des deutschen Adels eine gewisse Besonderheit dar, da seine Herkunft im Gegensatz zu den meisten anderen Geschlechtern ungeklärt bleibt und im Dunkel der Geschichte liegt. Verschiedene Erklärungsansätze deuten entweder auf eine Ableitung vom indogermanischen grem („feucht“) über das gotische qrammiþa („Feuchtigkeit“) und das altnordische kramr („feucht, halbgetauter Schnee“) hin oder bringen den Namen mit dem altgermanischen hramm, hram, hran („Rabe“) in Verbindung. Bereits in merowingischer Zeit sind Namen wie Cranus und Crannus bezeugt, und im altfränkischen Dialekt wurde der Anlaut durch eine aspirierte Form verstärkt, sodass aus hrann, hram, hran die Formen cram und cran entstanden. Beide Herleitungen bleiben hypothetisch und sind als Versuche zu werten, den Ursprung des Namens Cramm aus der frühen germanisch-fränkischen Kulturwelt zu erklären.

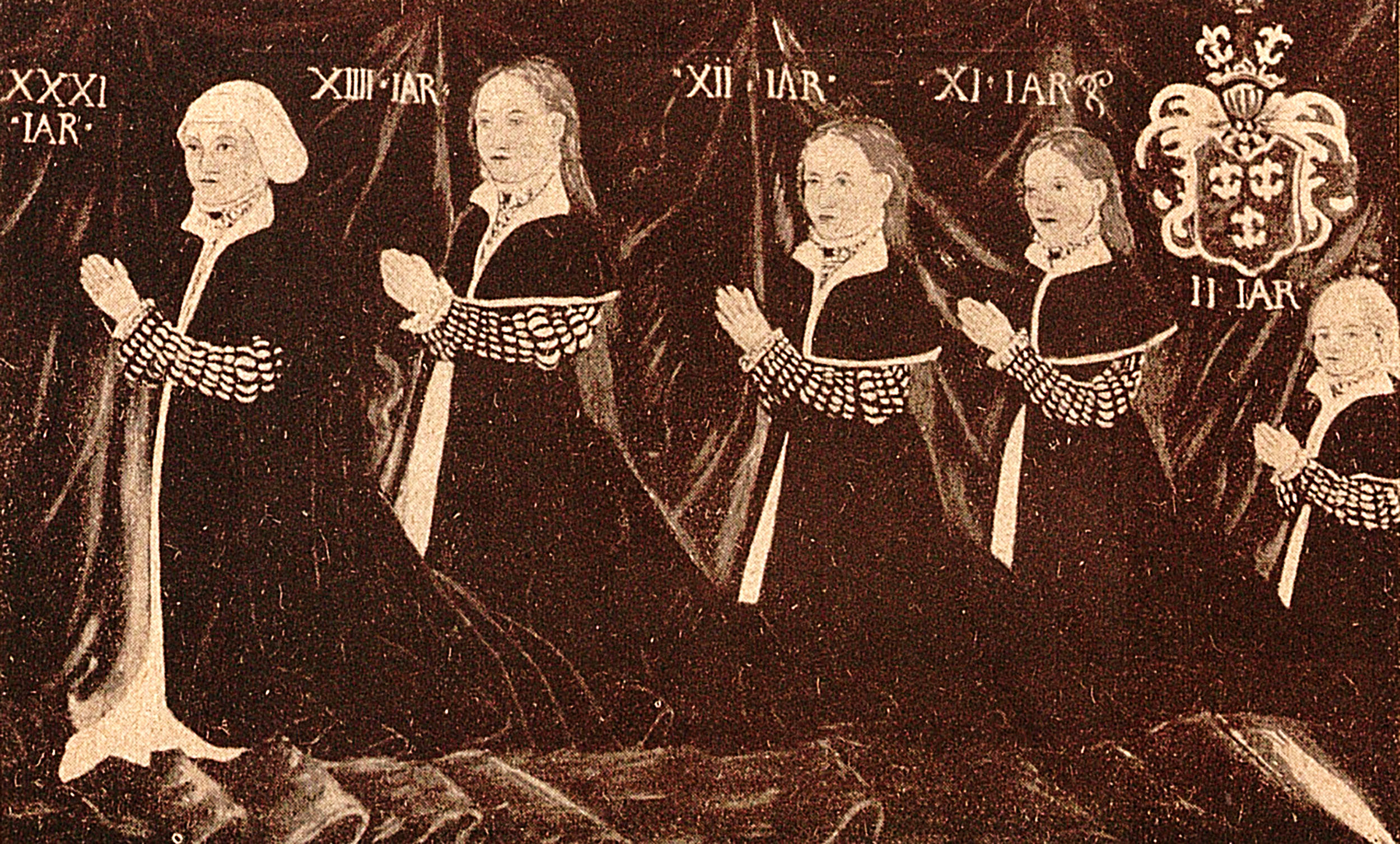
Klara von Cramm (⚭ Johann VIII. von der Asseburg) mit ihren Töchtern, 16. Jh.

Das Geschlecht ist erstmals im Jahr 1150 mit Theodoricus de Crammen (Dietrich von Cramm) urkundlich belegt. Allerdings taucht der Name von Cramm auch schon früher auf, so ist zum Beispiel eine Beka von Cramm als Ehefrau des Aschwin von Steinberg bereits 1127 dokumentiert. Die Cramm waren ein begütertes Rittergeschlecht und angesehene Lehnsnehmer sowohl bei den Herzögen von Braunschweig-Lüneburg als auch den Fürstbischöfen von Hildesheim. Ihre Lehenstreue wechselte im Laufe der Jahrhunderte zwischen diesen beiden Parteien und war zeitweise auch innerhalb der Familie geteilt. Im Mittelalter waren viele Abkömmlinge vor allem Ritter, Statthalter, Amtmänner, Burgvögte oder Ministeriale.
Schon sehr früh in ihrer Geschichte hatte die Familie hohe Positionen an den niedersächsischen Höfen inne. 1246 erhielt Ludolf von Cramme durch Herzog Albrecht I. das erbliche Amt des Kämmerers im Herzogtum Braunschweig-Lüneburg, das eins der vier höchsten Hofämter im braunschweig-lüneburgischen Adel war. Kurz darauf wurden die Cramms Lehensnehmer der Bischöfe von Hildesheim und konnten das hohe Amt des Erbschenken, verbunden mit dem Erbschenkenhof, bzw. der Burg Dingelbe, von 1294 bis 1589 für sich beanspruchen. Da dieser (Aschwinische) Zweig der Cramms ausstarb, übernahmen deren Neffen von Veltheim das Amt des Erbschenken von Hildesheim im 17. Jahrhundert. Der überlebende (Burghardinische) Zweig bekam 1656 das Amt des Erbkämmerer und ab 1746 zusätzlich das des Erbschenken von Braunschweig-Lüneburg zugesprochen.

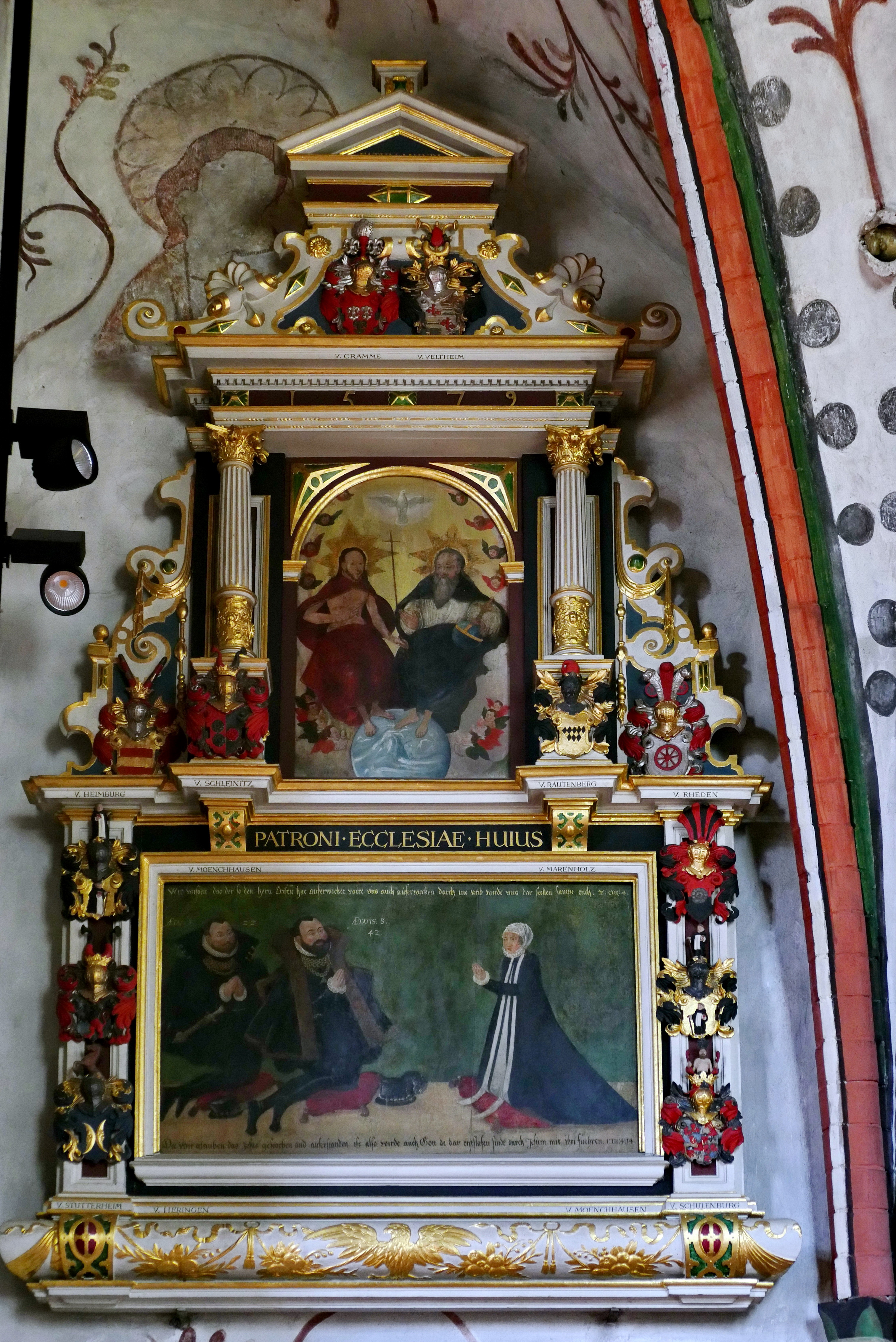
Epitaph der Familie von Cramm zum Andenken an Aschwin V. von Cramm, seiner Frau Anna geb. von Veltheim und deren Sohn Aschwin VI. von 1579 in der St. Nicolai Kirche in Kirchhorst.

Der wachsende Machteinfluss der Familie wurde vor allem ab dem 15. Jhd. dokumentiert, da sie nicht mehr im Gefolge der Fürsten auftraten, sondern eigenständig handelnd. 1441 verbündeten sie sich zusammen mit Herzog Wilhelm dem Älteren gegen die Herzöge Otto und Friedrich von Lüneburg. 1447 vertraute ihnen Kaiser Friedrich III. neben dem Erzbischof von Magdeburg, den Herzögen von Braunschweig und den Herren von Asseburg den Schutz und die Obhut des Klosters Riechenberg an. 1472 führten sie eine Fehde gegen die Herren von Schwicheldt, in die zahlreiche andere Geschlechter verwickelt wurden und die Stadt Goslar, als Verbündete der Cramms, teilnahm.
Durch die freundschaftlichen Verbindungen der Familie zu Martin Luther und der damaligen Nähe zu den reformierten welfischen und hessischen Herrscherhäusern gehörten die Cramms zu den frühesten Unterstützern der Reformation in Hessen und Niedersachsen.
Der Aufstieg der mutmaßlich ministerialen Familie lässt sich vermutlich auch mit der frühen Einheirat von edelfreien und dynastischen Geschlechtern wie den Dorstadt, Dannenberg und Meinersen erklären. In späteren Jahrhunderten dienten Familienangehörige den Welfenherzögen- und königen zudem als Generäle, Kammerherren und Minister.
Der Freiherrenstand der Familie wurde zu verschiedenen Zeiten anerkannt, dokumentarisch gesichert ist ein Reichsfreiherren-Diplom des römisch-deutschen Kaisers Josef II.

## Bekannte Namensträger

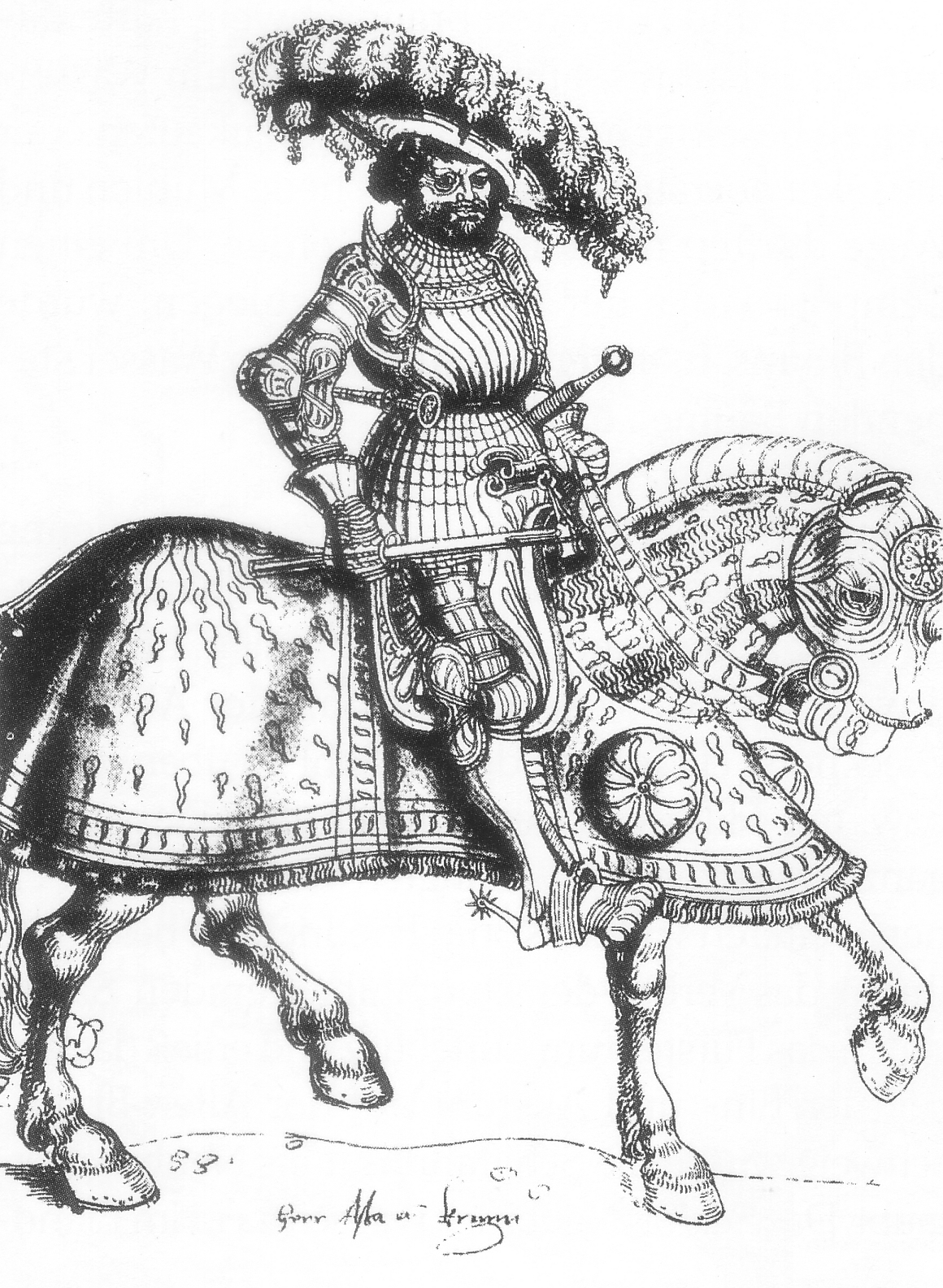
Asche von Cramm, gezeichnet von Lucas Cranach dem Älteren

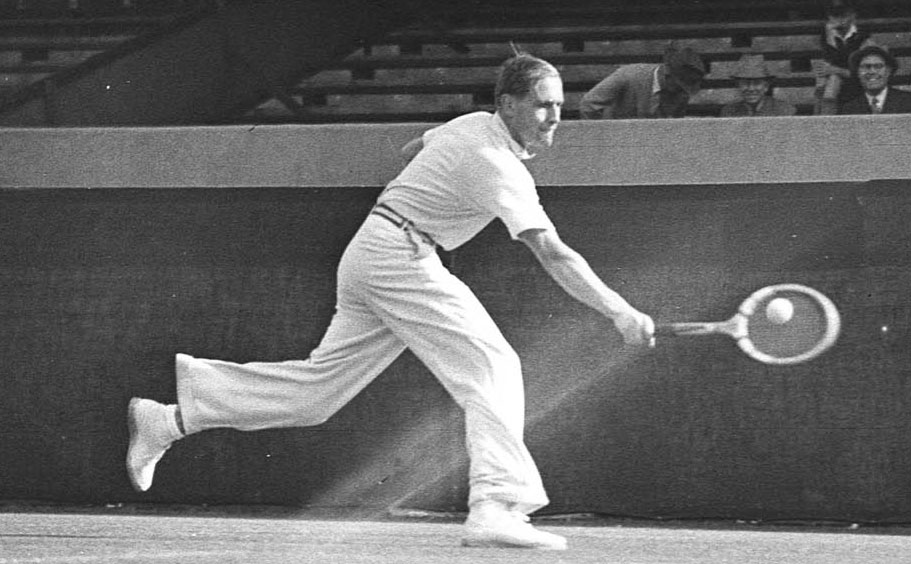
Gottfried von Cramm während den Australian Championships 1937

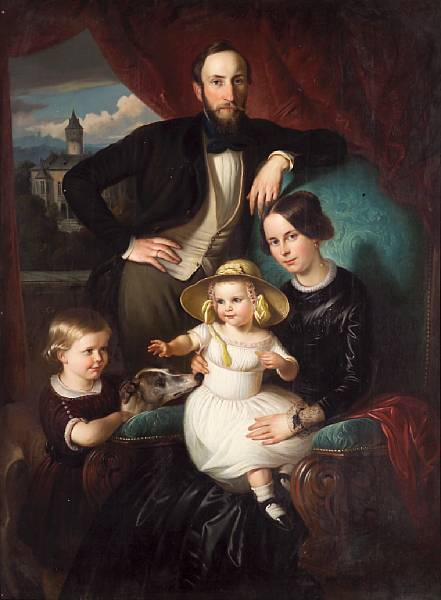
Adalbert von Cramm (1818–1851), seine Ehefrau Mechtilde (geb. Gräfin von Veltheim) und seine Kinder vor Schloss Oelber, um 1850

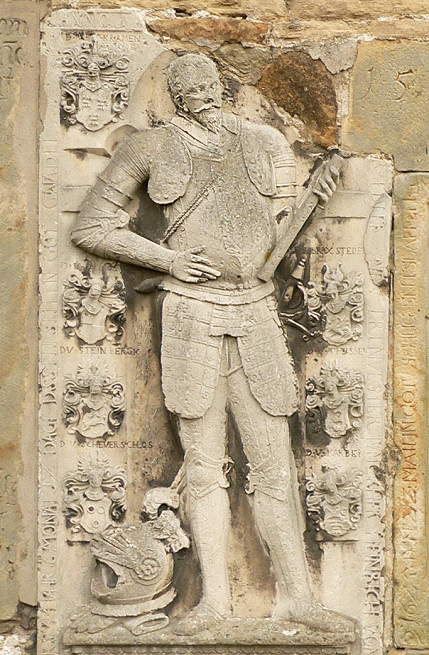
Grabplatte Heinrichs von Cramm an der Kirche St. Anna in Oelber am weißen Wege

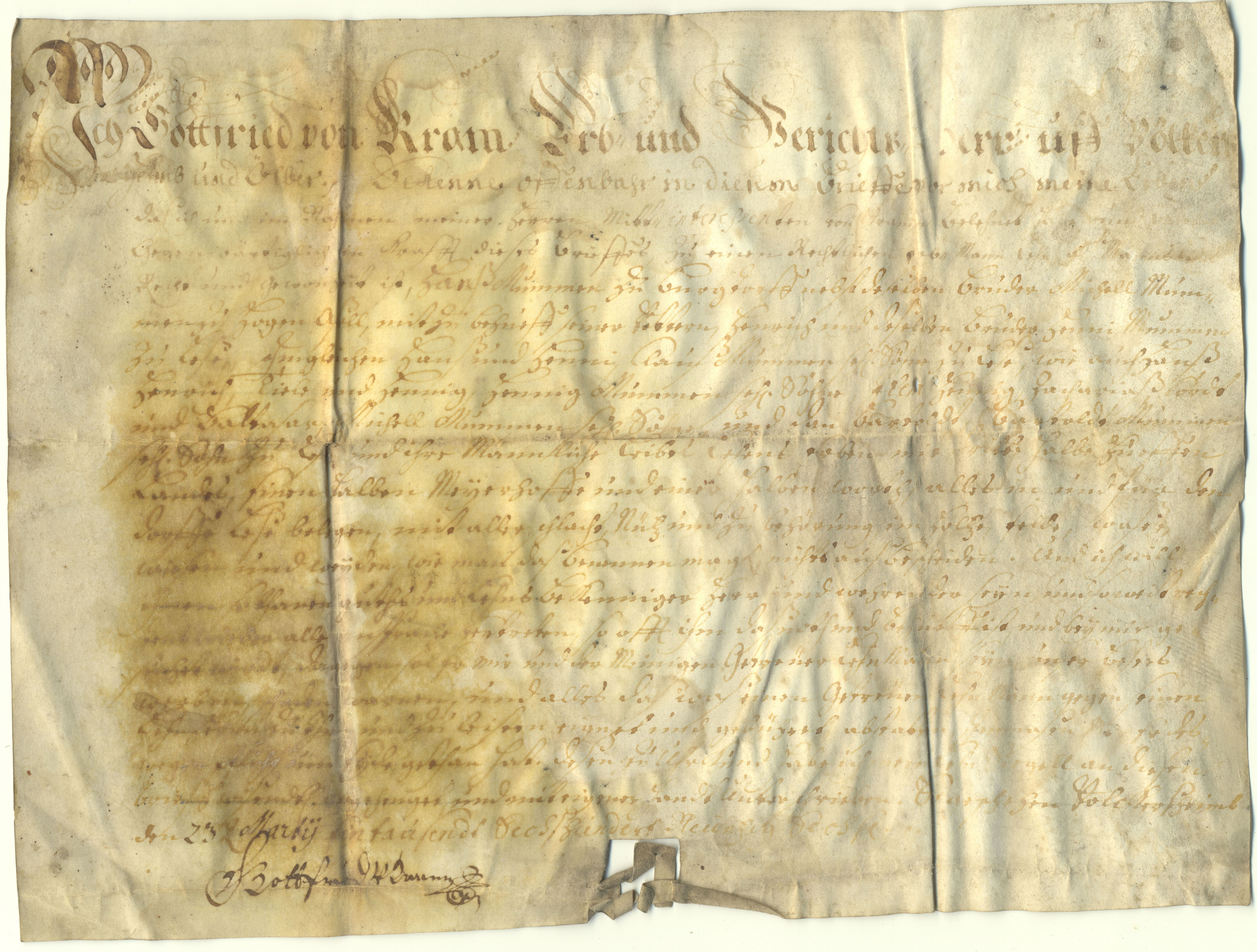
Urkunde von Gottfried von Cramm aus dem Jahre 1696

- Armgard von Cramm (1883–1971), Mutter von Bernhard zur Lippe-Biesterfeld und Großmutter von Beatrix von Oranien-Nassau, ehemalige Königin der Niederlande
- Asche von Cramm (auch Aschwin IV., Ascanius, Assa von Cramm, 1480–1528), Heerführer und Freund Martin Luthers
- Aschwin Thedel von Cramm (1846–1909), hzgl. Erbkämmerer von Braunschweig-Lüneburg, Pascha und Oberstallmeister des osmanischen Sultans
- Aschwin von Cramm (14. Jh.), Domherr im Domstift Bremen, Domstift Halberstadt, Domstift Hildesheim, Propst im Kollegiatstift St. Peter und Paul (Halberstadt)
- August Adolf von Cramm (1685–1763), Premierminister des Herzogtums Braunschweig
- Berno von Cramm (* 1934), deutscher Schauspieler und Synchronsprecher
- Burchard von Cramm (14. Jh.), Abt des Klosters Ilsenburg
- Burchard von Cramm († 15. September 1587), herzoglich braunschweigischer Statthalter zu Wolfenbüttel
- Burghard von Cramm (1874–1936), herzoglich braunschweigischer Kammerherr
- Burkhard von Cramm (17. Jh.), Komtur des Deutschen Ordens in der Kommende Buro, 2. Hälfte des 17. Jahrhunderts
- Burkhard von Cramm (* 1475), Rat des Landgrafen Wilhelm II von Hessen und Amtsherr von Trendelburg
- Burkhard VI. von Cramm († 5. Oktober 1599), landgräflich-hessischer Statthalter von Oberhessen in Marburg
- Burghard von Cramm-Burgdorf (1837–1913), herzoglich braunschweigischer Geheimrat, Gesandter und Autor
- Dagmar von Cramm (* 1955), deutsche Autorin und Ernährungsberaterin
- Ernst Gottfried von Cramm (1683–1749), Erb- und Gerichtsherr auf Oelber und Volkersheim.
- Franz von Cramm (1610–1661), herzoglicher Stallmeister zu Schleswig-Holstein und Sonderburg-Plön
- Freda Antoinette von Cramm (1747–1817), Ehefrau des preußischen Kriegsministers Friedrich Wilhelm Graf von Arnim-Boitzenburg
- Friedrich von Cramm (17. Jhd.), Oberhofmeister am Braunschweig-Lüneburgischen und Brandenburgischen Hof.
- Gottfried von Cramm (1651–1716), Erb- und Gerichtsherr auf Oelber und Volkersheim.
- Gottfried von Cramm (1909–1976), deutscher Tennisspieler
- Helga von Cramm (1840–1919), Schweizer Malerin und Grafikerin
- Joachim Ernst II. von Cramm (-1690), Erb- und Gerichtsherr auf Oelber und Volkersheim.
- Lippold von Cramm (14. Jh.), Abt des Klosters Ilsenburg
- Ludewig von Cramm (1791–1858), herzoglich braunschweigischer Kammerherr und Landdrost, Präsident der 2. Kammer der Ständeversammlung des Königreichs Hannover
- Ludolf von Cramme (13. Jh.), Erbkämmerer des Herzogtums Braunschweig, urkundlich erwähnt im Jahre 1246, mit dem die gesicherte Stammreihe derer von Cramm beginnt
- Philippine von Cramm (1791–1881), besser bekannt unter ihrem Mädchennamen von Griesheim, berühmte braunschweigische Autorin
- Thedel von Cramm (1920–2016), Kommandeur des Panzeraufklärungsbataillon 2, Stabsoffizier im NATO-Kommando Allied Forces Central Europe und Militärattaché in Pakistan
- Wilhelmine von Cramm (* 1757), Hofdame am Fürstenhof Braunschweig-Wolfenbüttel und zweite Ehefrau des Schweizer Staatstheoretikers Henri-Benjamin Constant de Rebecque
- Wolfgang Friedrich Adolf von Cramm-Burchard (1812–1879), herzoglicher Erbkämmerer und Kammerherr des Herzogtums Braunschweig-Lüneburg

## Wappen
Die Wappen der Uradelsfamilie von Cramm zeigen zeittypisch einen gelehnten Schild und den Helm (Topfhelm) vielfach in Seitenansicht.
Blasonierung des Stammwappens: „In Rot drei (2:1) silberne Lilien. Auf dem Helm mit rot-silbernen Decken eine mit drei natürlichen Pfauenfedern bestückte, je von einer silbernen Lilie beseitete konische rote Säule.“
Blasonierung des Ritterlichen Wappens: „In Rot drei silberne Lilien (2:1) gestellt. Auf dem Helm mit rot-silbernen Decken ein silberner offener Flug mit silbern-roten Saxen.“
Blasonierung des Bürgerlichen Wappens: „In Silber drei rote Lilien (2:1) gestellt. Auf dem Helm mit rot-silbernen Decken ein roter offener Flug mit rot-silbernen Saxen.“

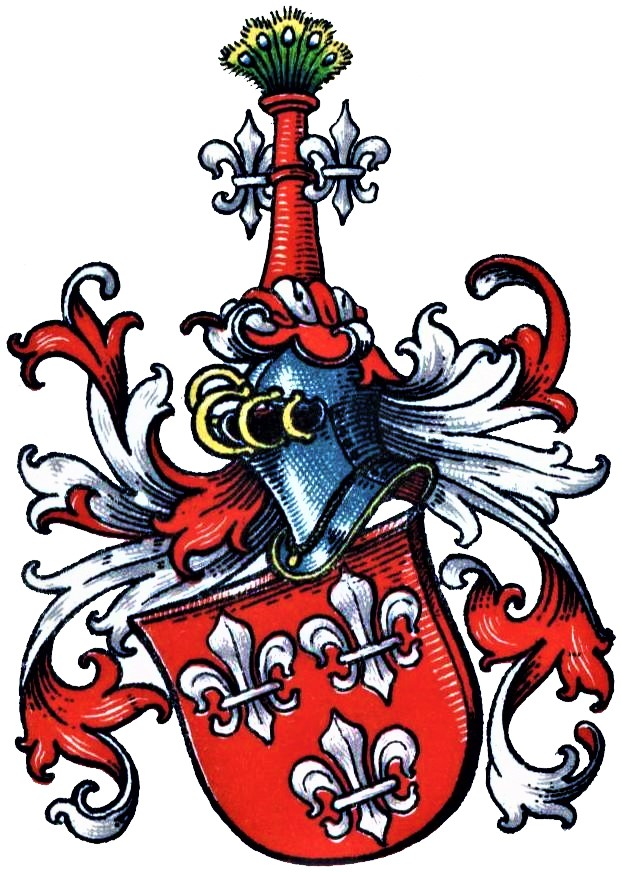
Wappen derer von Cramm im Wappenbuch des Westfälischen Adels
Ritterliches Wappen der Familie von Cramm
Ritterliches Wappen der Familie von Cramm, moderne Darstellung
Ritterlicher Wappenschild der Familie von Cramm
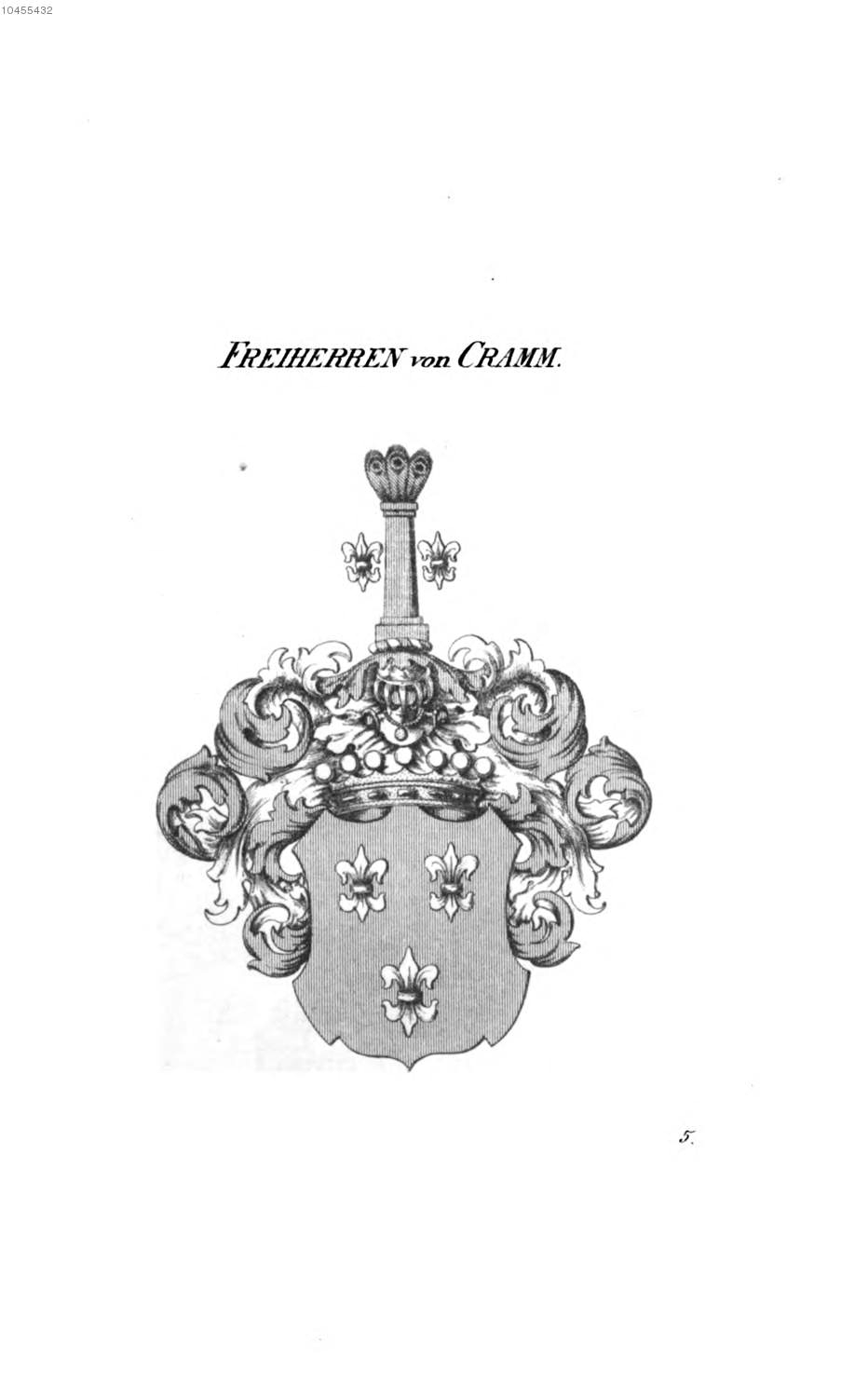
Freiherrliches Wappen der Familie von Cramm; Kupferstich
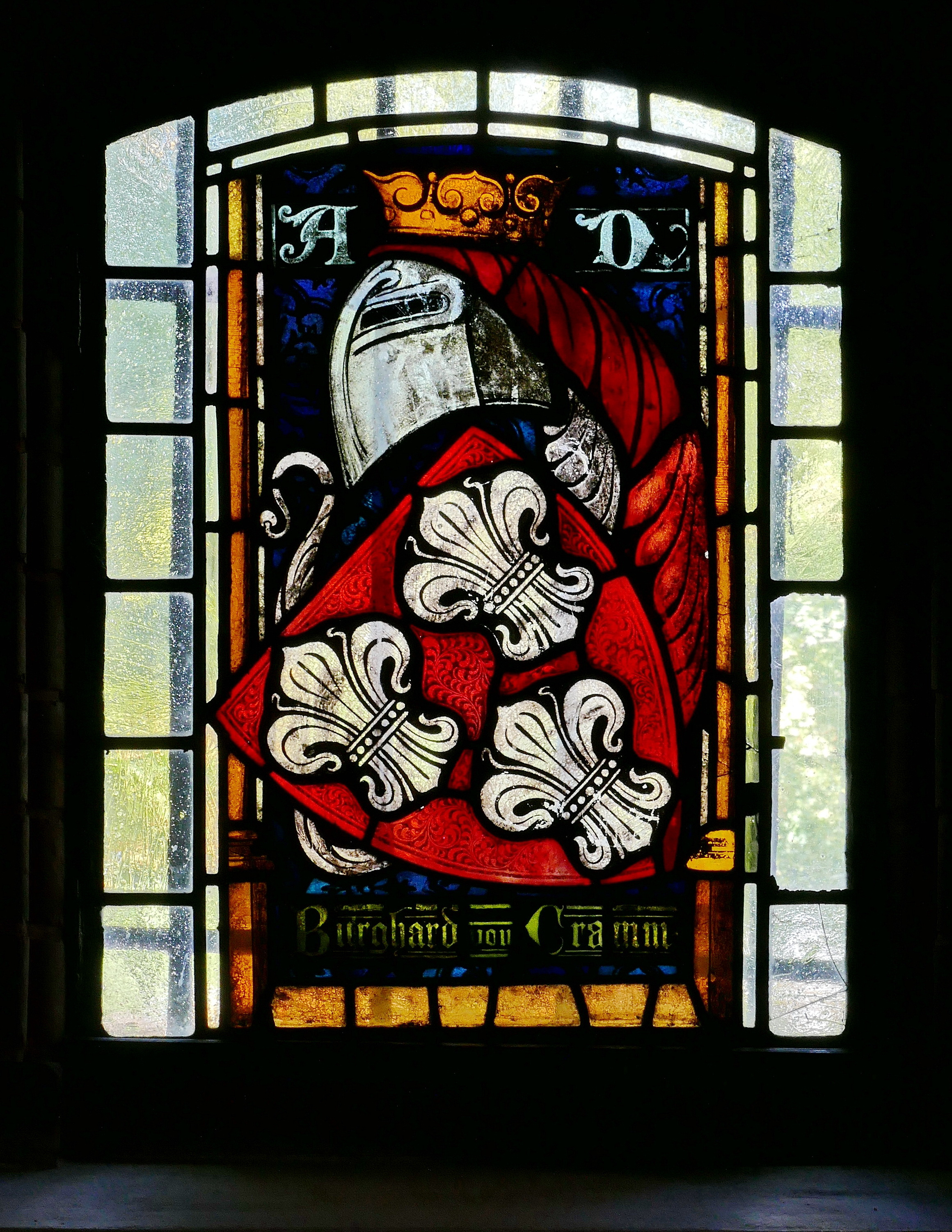
Wappen der Familie von Cramm in der Kirchhorster Kirche St. Nikolai

## Gemeindewappen mit Bezug zum Geschlecht derer von Cramm
Die Wappen mehrerer Gemeinden erinnern noch heute an das Geschlecht und deren Herrschaft.

Wappen von Cramme
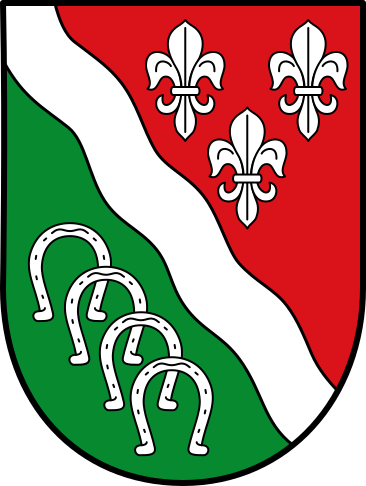
Wappen von Isernhagen
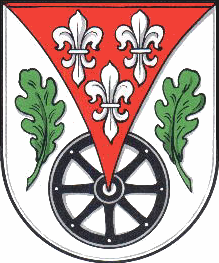
Wappen von Kirchhorst
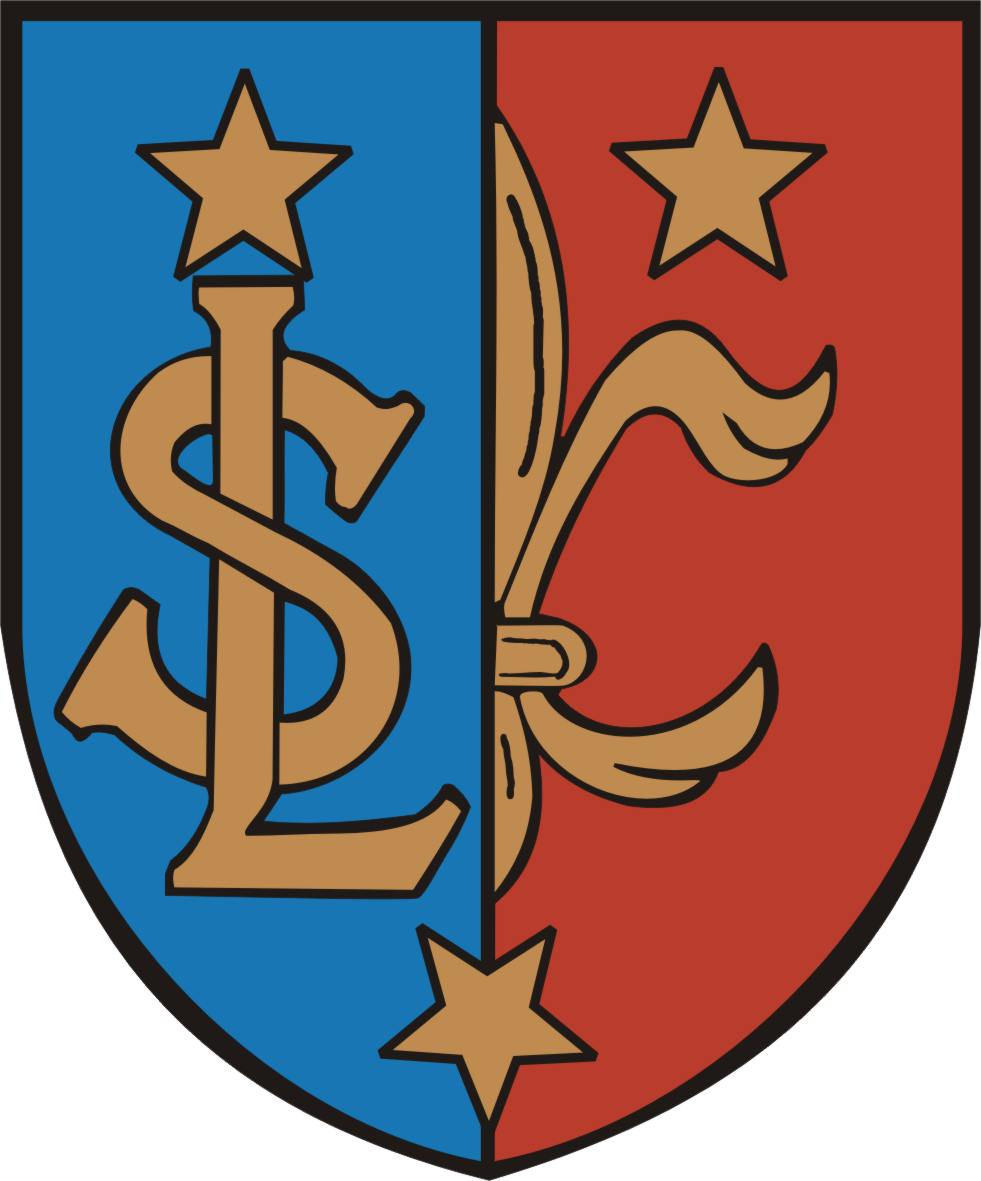
Wappen von Lauenstein

## Besitzungen
Die Adelsfamilie war seit dem 13. Jahrhundert Mitbesitzer (neben den Herren von Bortfeld) und ab dem 17. Jahrhundert Alleineigentümer ihres Stammsitzes, des Schlosses Oelber in Oelber am weißen Wege, einem Ortsteil von Baddeckenstedt in Niedersachsen. Da die Grenze zwischen dem hildesheimischen Fürstbistum und dem Herzogtum Braunschweig genau durch Oelber verlief und auch die Burg zweigeteilt war, konnte es zunächst zu dieser besonderen Teilung des Besitzes zwischen zwei Adelsfamilien kommen. Die Familie war auf verschiedenen Burgen der Herzöge von Braunschweig-Lüneburg und der Hildesheimer Fürstbischöfe als Burgvögte eingesetzt. Zudem baute die Familie im Laufe der Jahrhunderte die Schlösser Sambleben und Volkersheim sowie das Rittergut Lesse auf ihrem Grundbesitz. Die Familie übte an diesen Standorten Gerichtsbarkeit aus und verfügte über zahlreiche Kirchenpatronate. 1569 erhielt Burkhard VI., Statthalter und enger Berater von Landgraf Ludwig IV. von Hessen-Marburg, das säkularisierte Kloster Lippoldsberg für seine Verdienste. Das, von der eng verwandten, aber ausgestorbenen Familie von Kniestedt erbaute Schloss Burgdorf wurde 1845 hinzugekauft.
Sambleben und Volkersheim gingen über den Erbweg aus der Familie. Das Rittergut Lesse, Schloss Burgdorf sowie die Meierhöfe in Linden, Kirchhorst und Lippoldsberg wurden verkauft. Mit Nahrstedt und Insel konnten noch zwei spät erworbene Rittergüter bis 1945 bei Stendal betrieben werden, wurden aber durch die Bodenreform in der Sowjetischen Besatzungszone (SBZ) enteignet.
Ein Zweig der Familie war im 18. Jahrhundert in der Untersteiermark begütert, insbesondere auf den Herrschaften Turnisch (heute Turnišče, Slowenien) und Unter-Monsberg. Die Familie wurde 1735 in die steirische Landstandschaft aufgenommen. Der Besitz ging über Friederica, Tochter von Rudolph Augustin Freiherr von Cramm und seiner Ehefrau Juliana Maximiliana Gräfin Barbo von Waxenstein, zunächst an die Grafen von Gaisruck, später durch Friedericas zweite Ehe an die Familie von Hessbohrn über.
Durch die Heirat von Burghard von Cramm 1905 mit Jutta Gräfin von Steinberg, der Letzten und Universalerbin ihres Geschlechts aus altem hildesheimischem Stiftsadel, fielen die umfangreichen Besitzungen dieser Familie an die Cramms, darunter Brüggen und Bodenburg. Nach dem Zweiten Weltkrieg teilten ihre 7 Söhne den Grundbesitz untereinander auf, da eine Bodenreform mit Enteignung befürchtet wurde; dazu zählten namentlich Schloss Brüggen und die Rittergüter Oelber, Bodenburg, Harbarnsen und Wispenstein (die beiden letzteren wurden später verkauft). Das erst 1906 erworbene Schloss Nettlingen war bereits vor dem Krieg wieder veräußert worden. Oelber, Brüggen und Bodenburg werden bis heute von Mitgliedern der Familie bewohnt und mit erheblichem Aufwand erhalten.

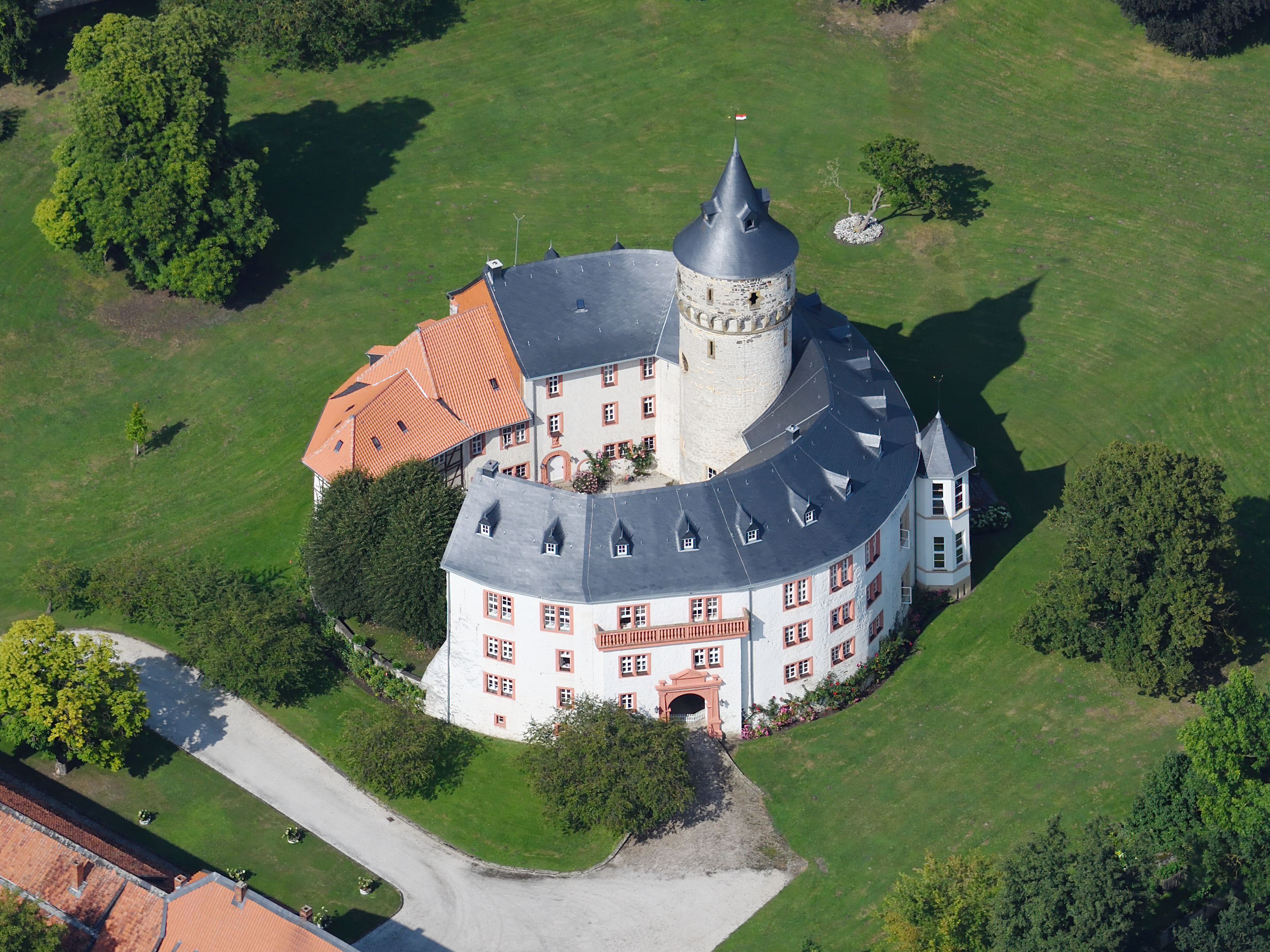
Schloss Oelber
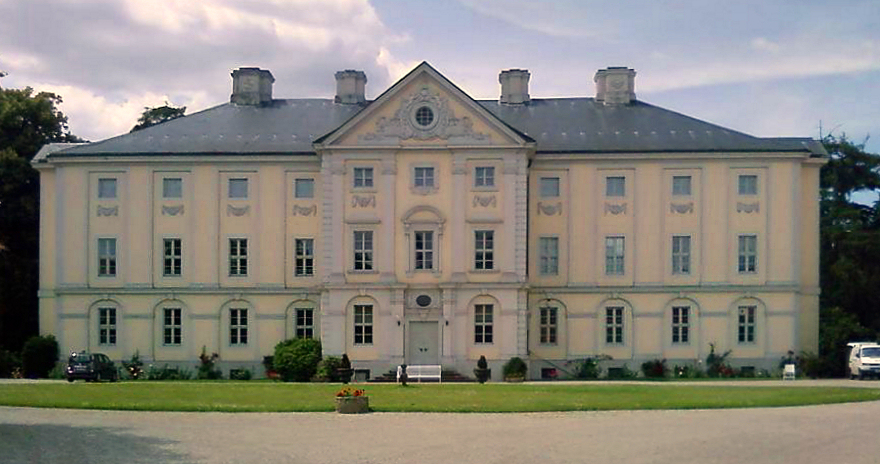
Schloss Brüggen
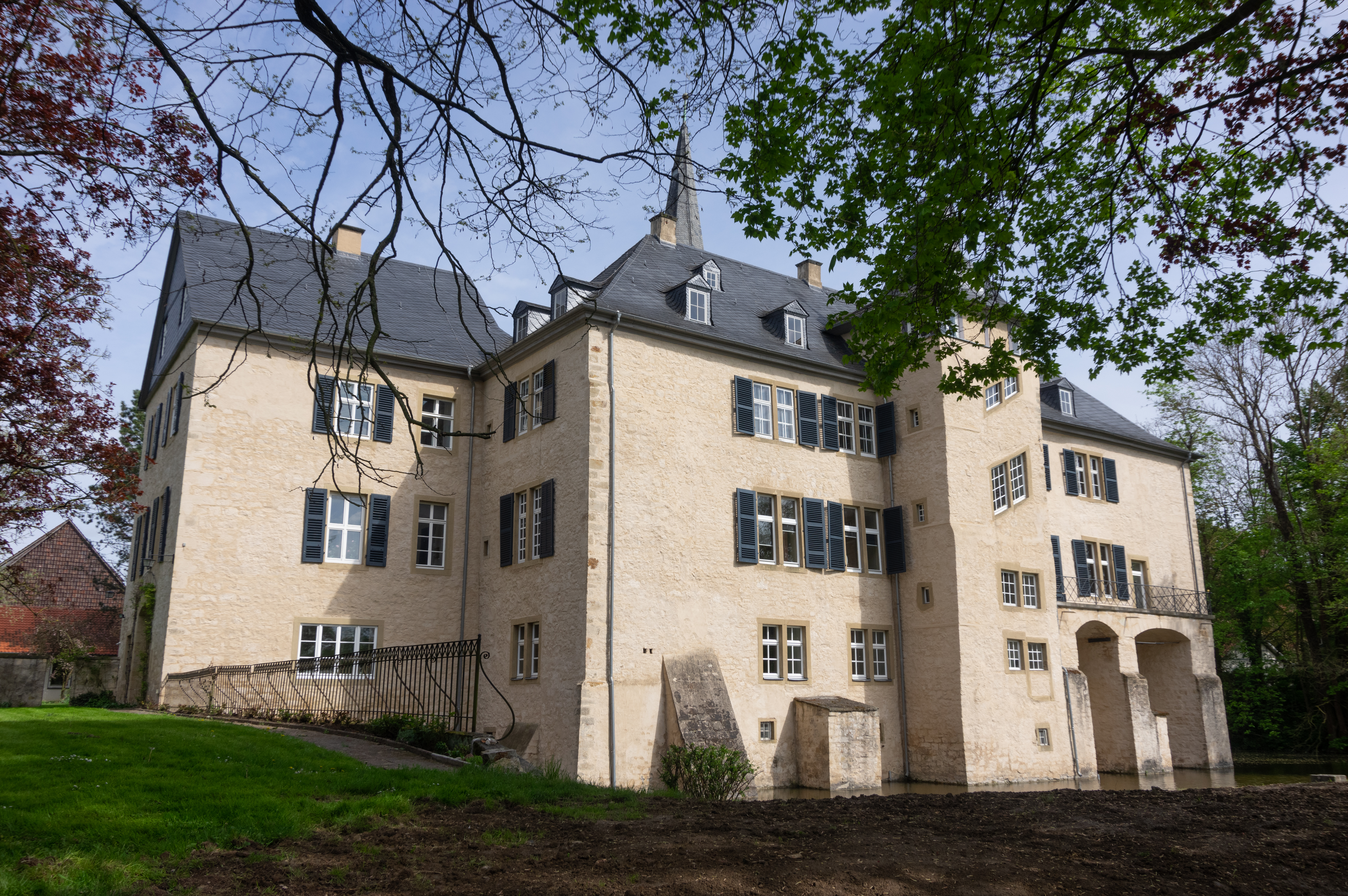
Schloss Bodenburg
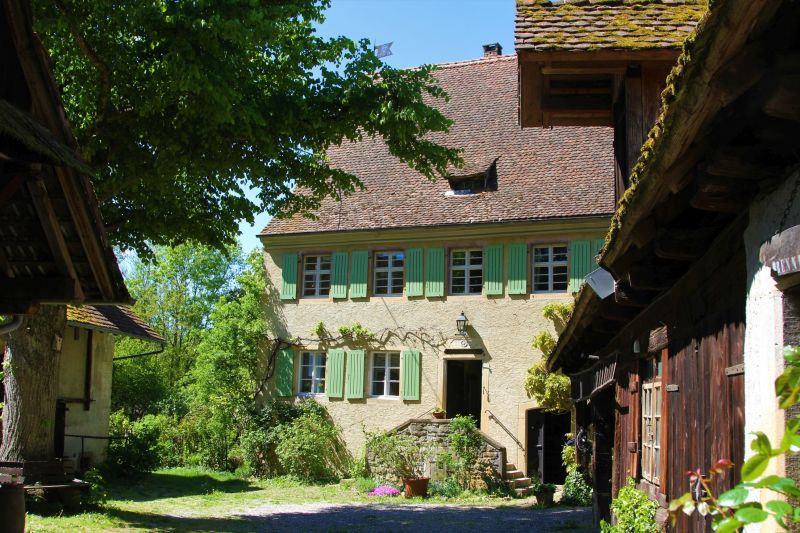
Alte Mühle Oberdottingen
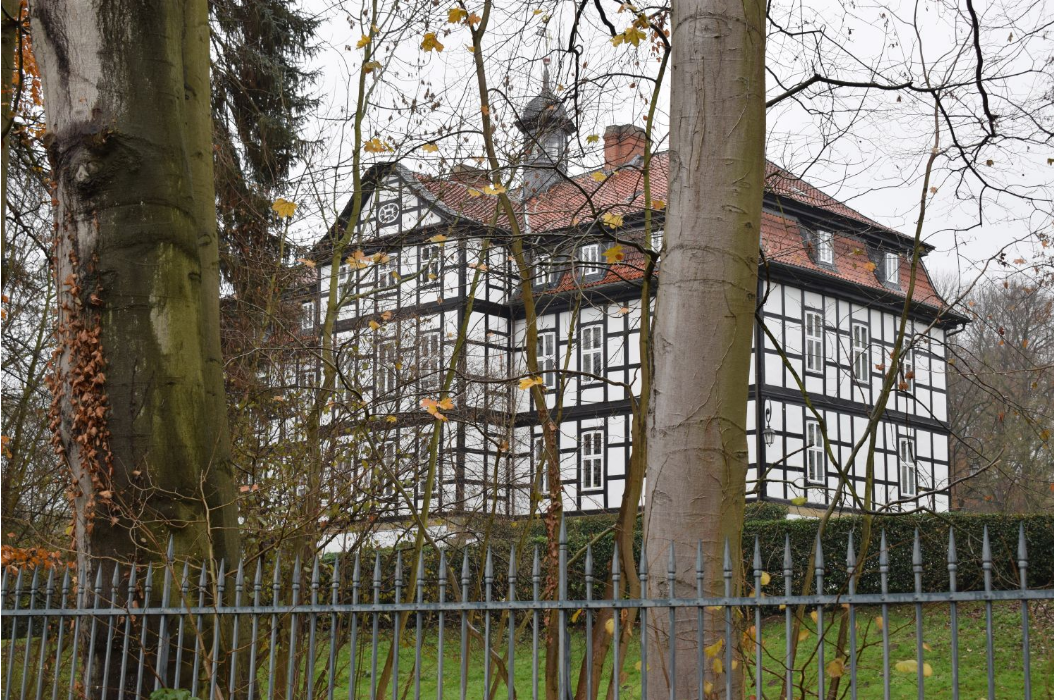
Schloss Burgdorf (1845–1910)
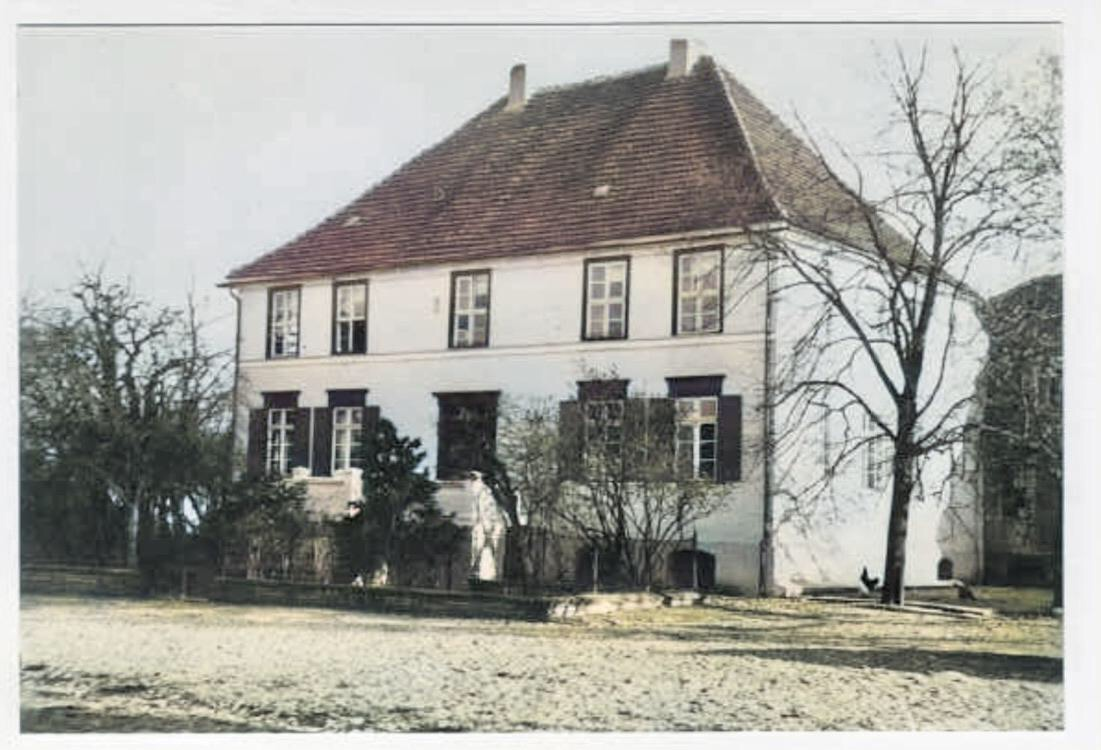
Rittergut Nahrstedt (1910–1945)
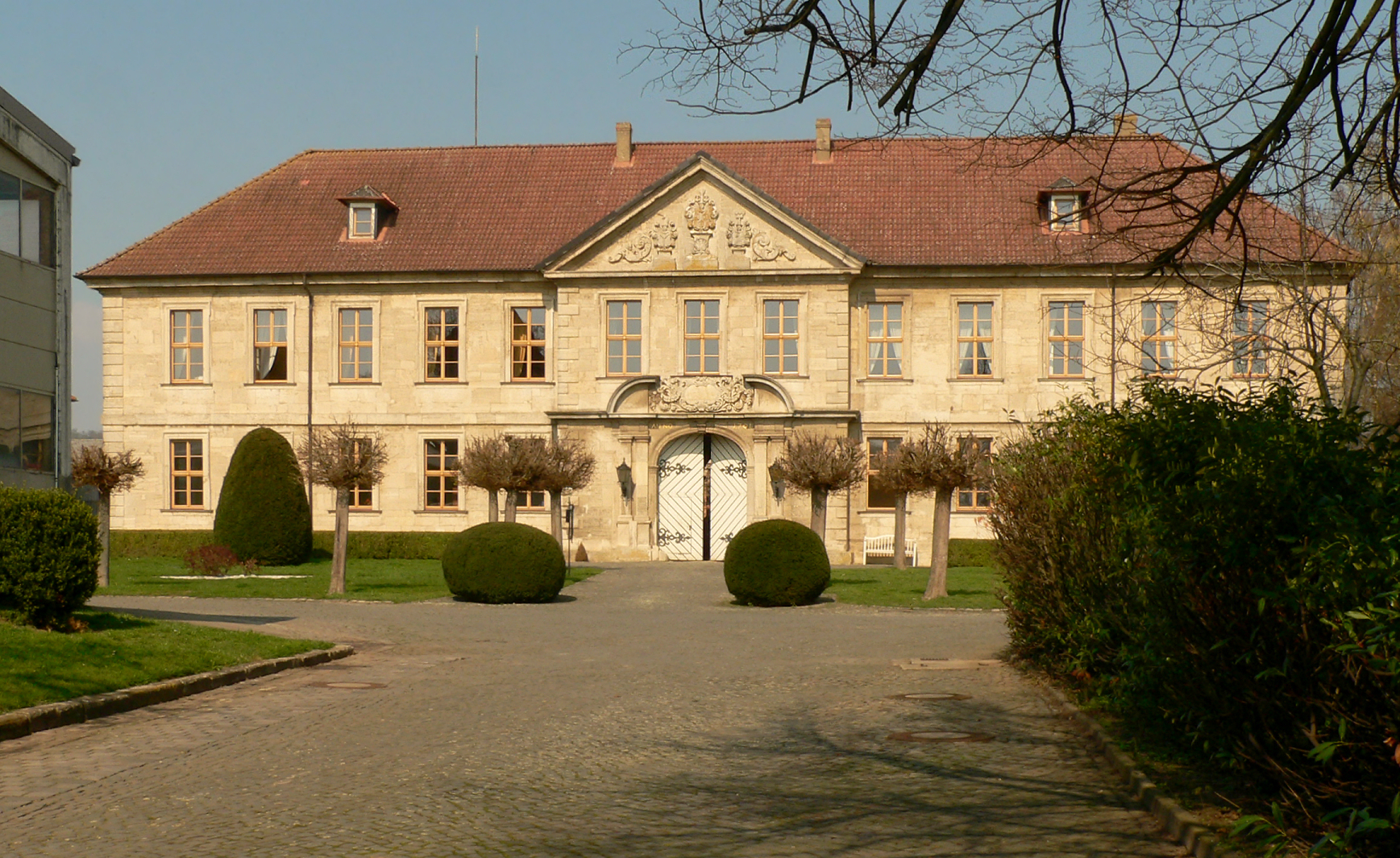
Schloss Sambleben (1627–1898)
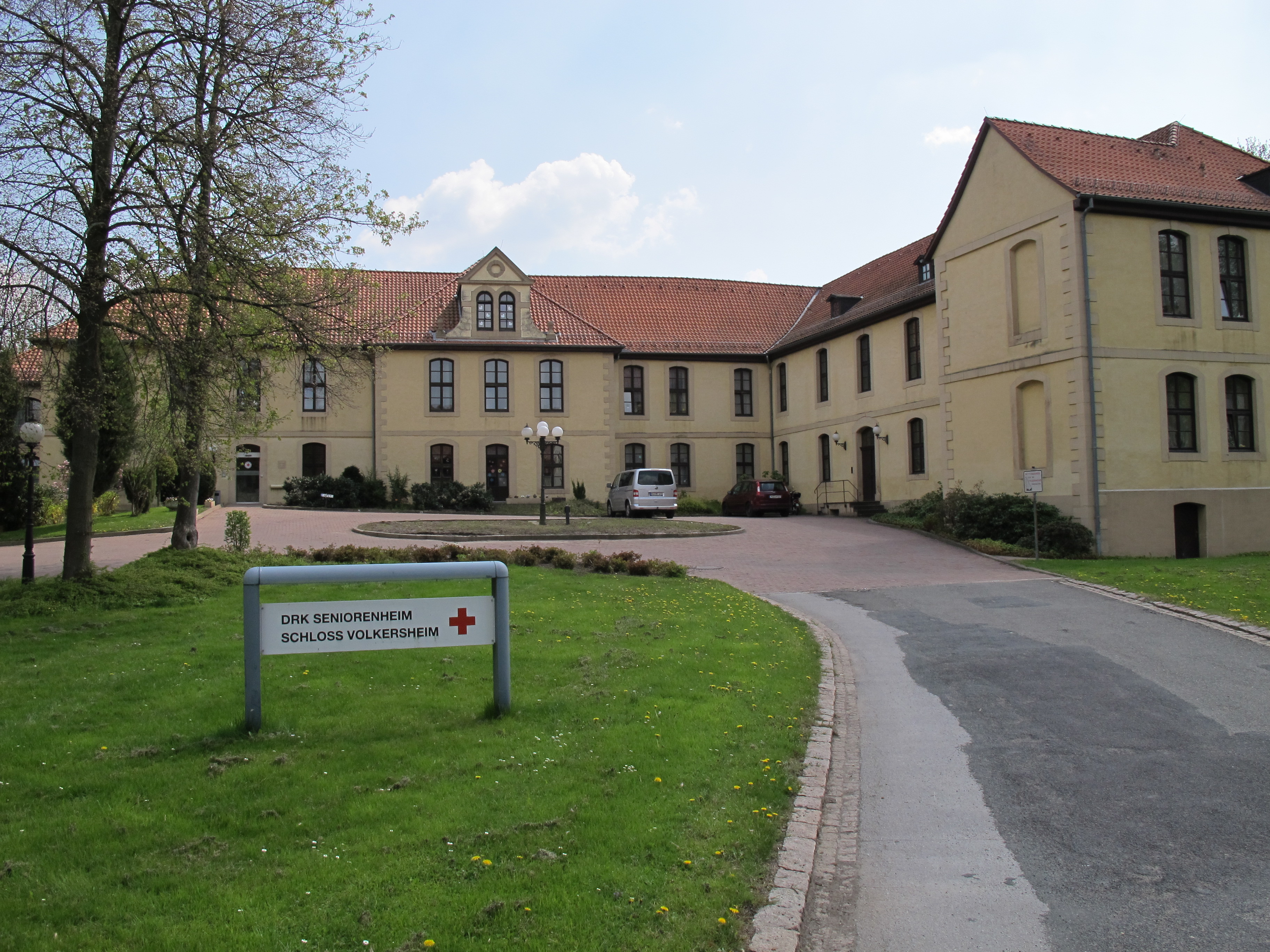
Schloss Volkersheim (13. Jh. – 1826)
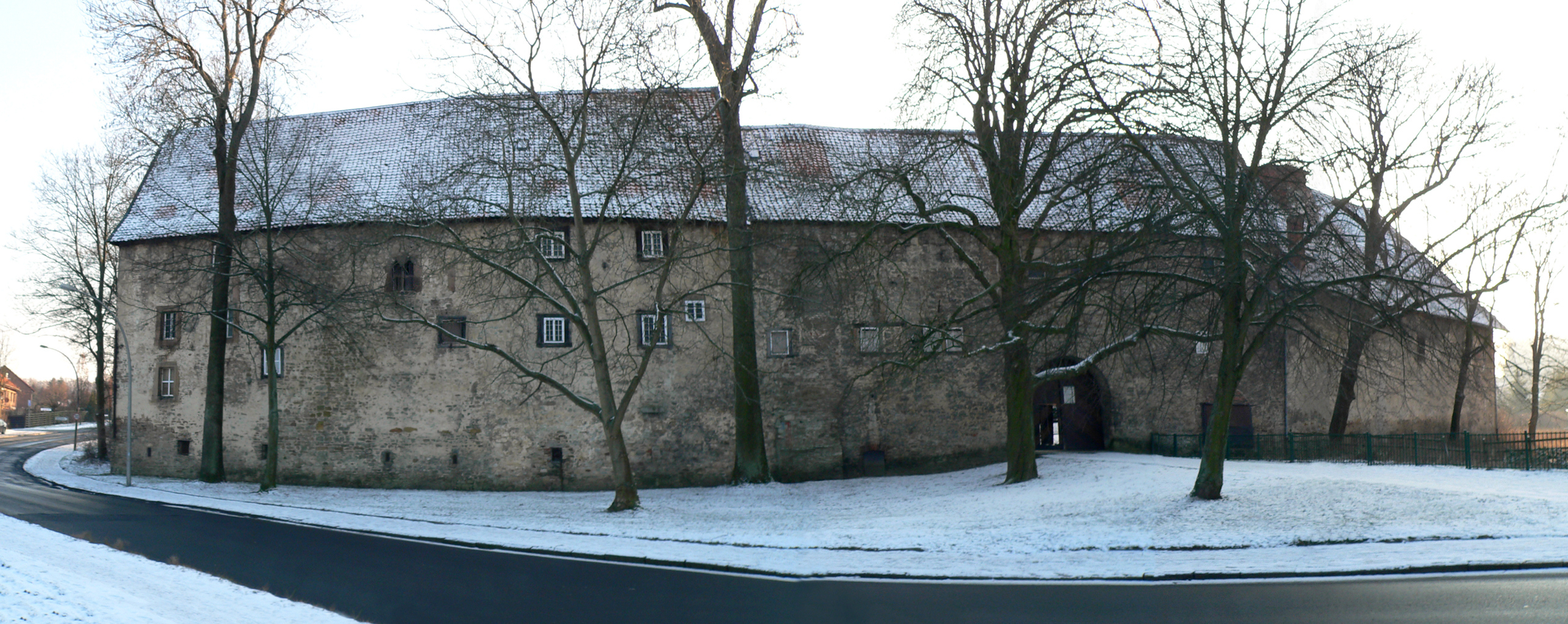
Burg Gebhardshagen (14. Jhd.)
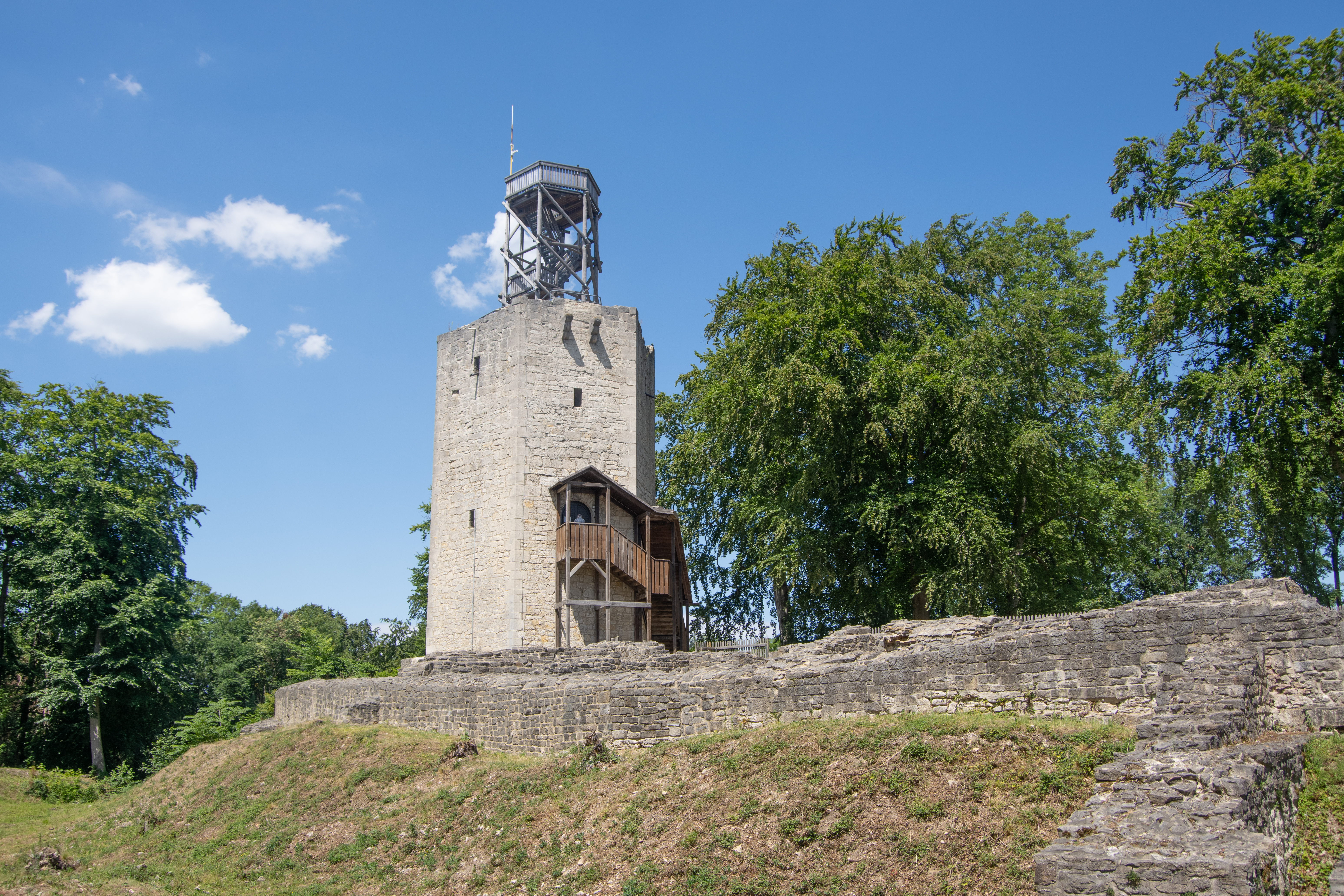
Burg Lichtenberg (13.–15. Jhd.)
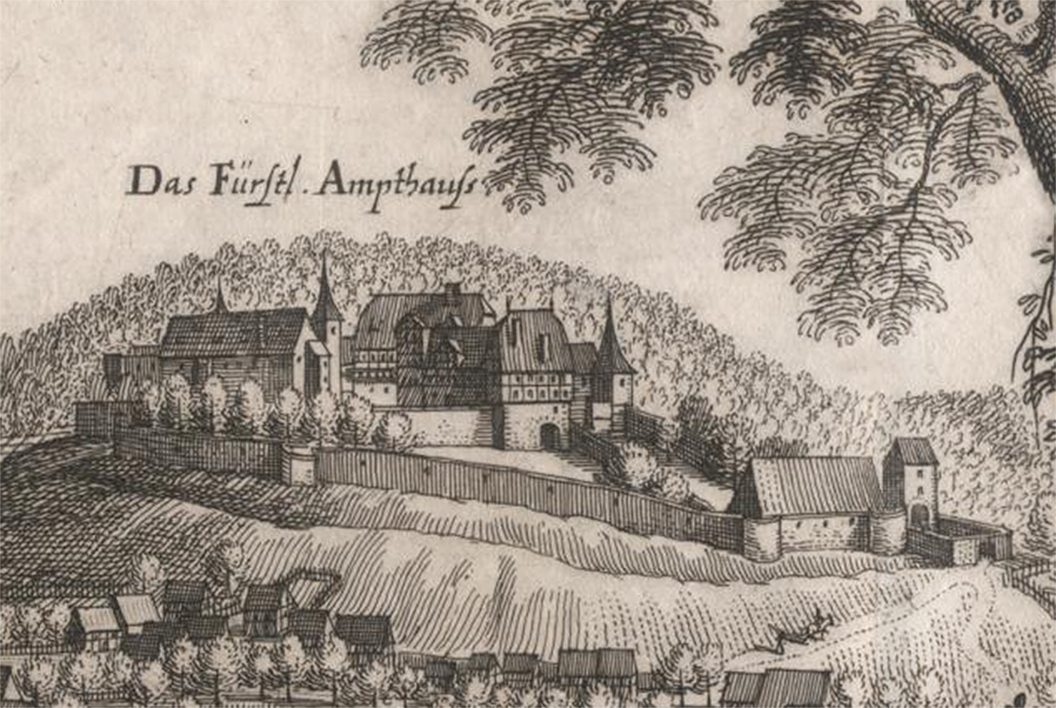
Burg Lauenstein (15. Jhd.)
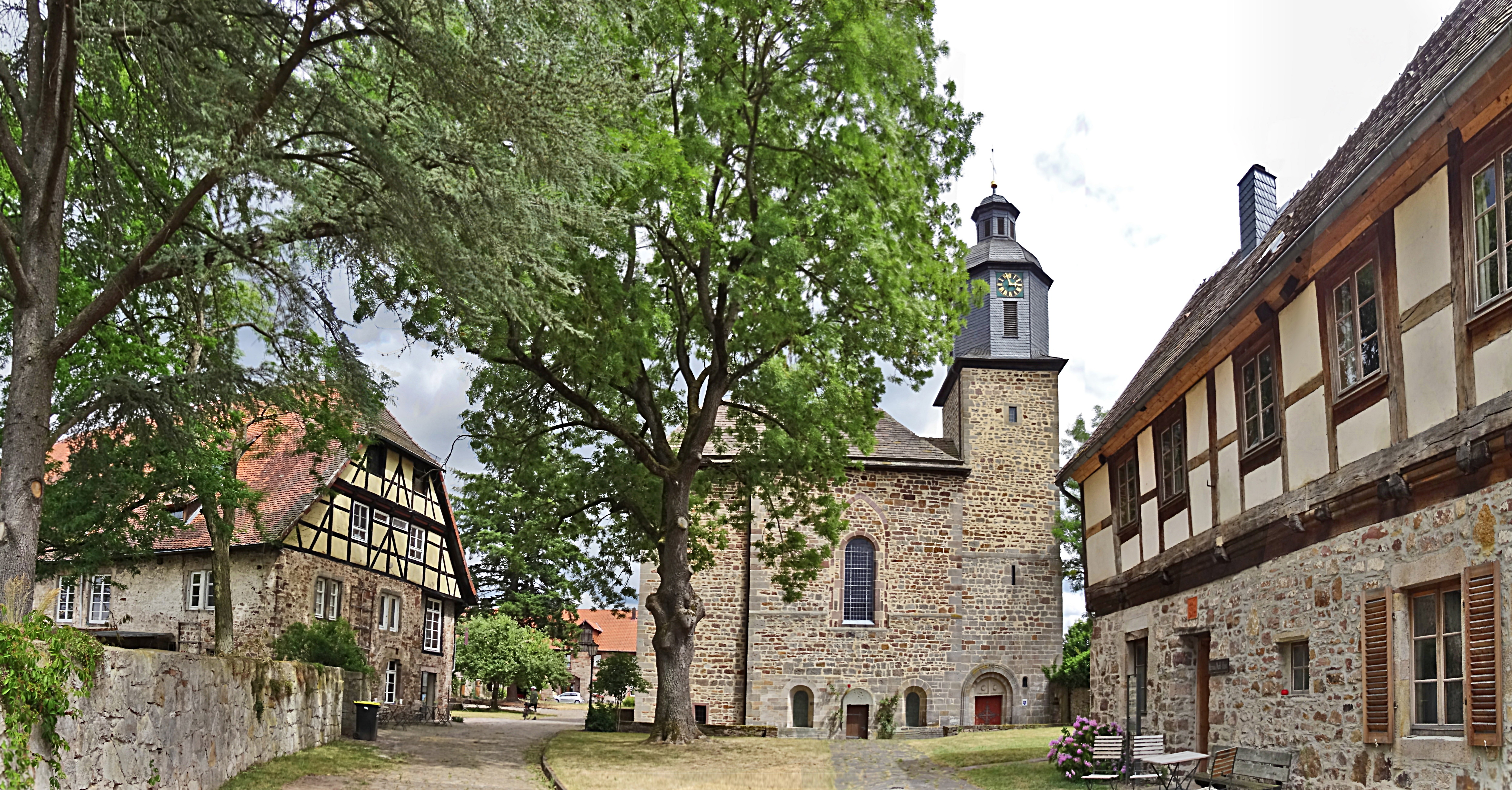
Kloster Lippoldsberg (16.–17. Jhd.)
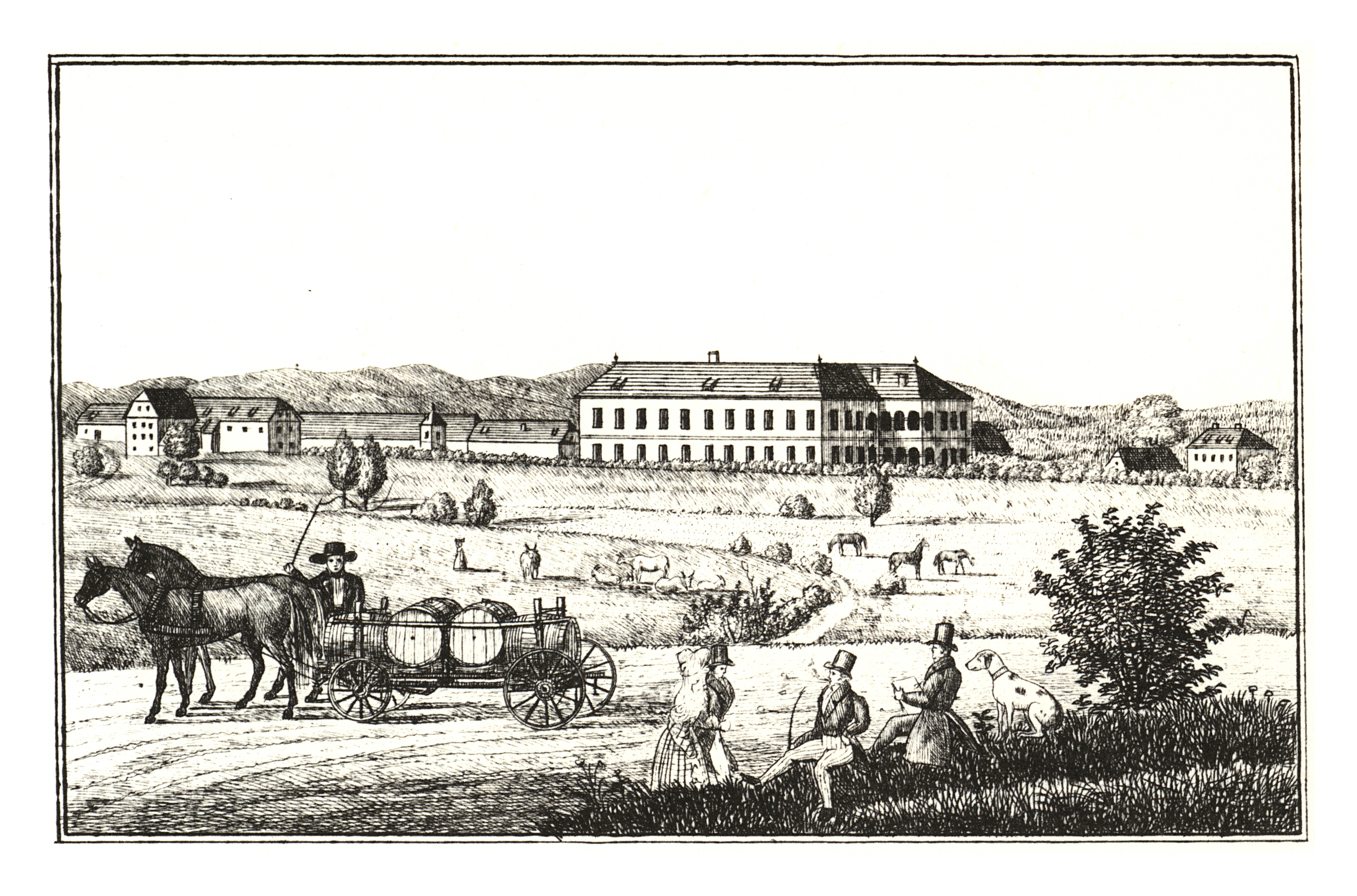
Schloss Turnisch (18. Jhd.)

## Sonstiges
Bekannt ist der Name „von Cramm“ auch durch die Weizenkorn-Marke „von Cramm Weizenbrand“, die es aber nicht mehr gibt. Er wurde seit 1750 auf dem Gut in Harbarnsen, ein Gemeindeteil von Lamspringe, hergestellt. Nach dem Zweiten Weltkrieg entwickelte sich die von Crammsche Brennerei zu einer der führenden Kornbrennereien Niedersachsens. Die „Marke Steinbock“ umfasste drei Abfüllungen, den goldgelben 43er (43 Vol.-% Alkohol) in der mit Bast umwickelten Flasche, den 38er und den gemeinhin „Kutscherschluck“ genannten 32er Doppelkorn. Ab 1984 wurde nur noch Rohalkohol hergestellt und Vertrieb sowie das Brennrecht an das Unternehmen Dethleffsen in Flensburg abgegeben. Später wurde der Betrieb in Harbarnsen komplett aufgegeben.